# Зія-Кух
Зія-Кух (перс. ضياكوه) — село в Ірані, у дегестані Тутакі, у Центральному бахші, шагрестані Сіяхкаль остану Ґілян. За даними перепису 2006 року, його населення становило 53 особи, що проживали у складі 16 сімей.

## Клімат
Середня річна температура становить 10,80 °C, середня максимальна – 24,75 °C, а середня мінімальна – -4,69 °C. Середня річна кількість опадів – 504 мм.
| Клімат поселення                              | Клімат поселення | Клімат поселення | Клімат поселення | Клімат поселення | Клімат поселення | Клімат поселення | Клімат поселення | Клімат поселення | Клімат поселення | Клімат поселення | Клімат поселення | Клімат поселення | Клімат поселення |
| Показник                                      | Січ.             | Лют.             | Бер.             | Квіт.            | Трав.            | Черв.            | Лип.             | Серп.            | Вер.             | Жовт.            | Лист.            | Груд.            |                  |
| Середній максимум, °C                         | 6,40             | 6,38             | 7,87             | 14,09            | 19,86            | 23,76            | 24,75            | 24,68            | 21,08            | 18,05            | 11,48            | 7,09             |                  |
| Середня температура, °C                       | 0,87             | 0,85             | 2,34             | 8,55             | 14,32            | 18,22            | 20,97            | 20,87            | 17,30            | 14,26            | 7,72             | 3,30             |                  |
| Середній мінімум, °C                          | −4,68            | −4,69            | −3,19            | 3,02             | 8,78             | 12,69            | 17,20            | 17,11            | 13,52            | 10,49            | 3,93             | −0,48            |                  |
| Норма опадів, мм                              | 42               | 42               | 66               | 53               | 40               | 19               | 17               | 18               | 33               | 59               | 57               | 58               |                  |
| Середньомісячна швидкість вітру, м/с          | 2.07             | 2.57             | 2.59             | 2.75             | 2.25             | 1.86             | 2.03             | 2.00             | 1.75             | 2.00             | 2.17             | 2.04             |                  |
| Середньомісячна сонячна радіація, кДж/м²·день | 7583             | 9961             | 12186            | 16350            | 19969            | 21944            | 22340            | 19273            | 16141            | 11784            | 9133             | 7207             |                  |
| --------------------------------------------- | ---------------- | ---------------- | ---------------- | ---------------- | ---------------- | ---------------- | ---------------- | ---------------- | ---------------- | ---------------- | ---------------- | ---------------- | ---------------- |
| Джерело:                                      |                  |                  |                  |                  |                  |                  |                  |                  |                  |                  |                  |                  |                  |